# Preko
Preko (olaszul: Oltre) falu és község Horvátországban Zára megyében.

## Fekvése
Zárától légvonalban 6 km-re délnyugatra, Ugljan szigetének közepén, az északkeleti parton Zárával szemben fekszik. Preko községhez a sziget északnyugati kétharmad része, a lakott Ošljak, Rivanj és Sestrunj, valamint a kisebb Tri Sestrice, Mali és Veliki Paranak, valamint Idula szigete tartozik. Preko az utóbbi időben elsősorban a tengerparton terjeszkedett és itt már összeépült a szomszédos Poljanával és Kalival. Itt van a szigetet Zárával összekötő fő közlekedési eszköz a komp kikötőhelye. A település nem teljesen összefüggő, mivel a mély Soline-öböl amely körül épült két részre vágja és a 110-es út amely itt nagyon megközelíti a partot nem engedi, hogy a két rész teljesen összeépüljön.

## A község települései
Közigazgatásilag Preko mellett még Lukoran, Ošljak, Poljana, Rivanj, Sestrunj, Sutomišćica és Ugljan települések tartoznak hozzá.

## Története
Ugljan szigete a régészeti leletek tanúsága szerint már a kőkorszak óta lakott. Első lakói az illírek egyik törzse a liburnok voltak. Erődített településeik maradványai a Celinjak, Kuranj és Sv. Mihovil nevű magaslatokon (i. e. 4. század) ma is láthatók. A sziget római betelepítése az i. e. 1. századra tehető. Első ismert említése a neves római írótól Pliniustól származik „Lissa” alakban. A rómaiak több villagazdaságot is építettek a szigeten, ezek közül mintegy tíznek máig fennmaradtak a romjai. Közülük a legjelentősebbek a Supetar-fok felé a Gospodski nevű halmon és a Muline-öbölnél Stivonon találhatók, ahol fennmaradt az olajbogyó feldolgozásához épített római malom romja is. A középkorban zárai nemesi családok birtoka volt, akik felépítették saját udvarházaikat, gazdaságaikat. Területe Zárához tartozott, majd 1409-től a várossal együtt a Velencei Köztársaság része lett. A 18. század végén Napóleon megszüntette a Velencei Köztársaságot. Ugljan szigete 1797 és 1805 között Habsburg uralom alá került, majd az egész Dalmáciával együtt a Francia Császárság része lett. 1815-ben a bécsi kongresszus újra Ausztriának adta, amely a Dalmát Királyság részeként Zárából igazgatta 1918-ig. A településnek 1857-ben 937, 1910-ben 2038 lakosa volt. Plébániáját 1770-ben alapították, miután 1765-ben felépült a plébániatemplom. Addig a hívek a szomszédos Sutomišćica Szent Eufémia plébániájához tartoztak.
Az első iskola alapítása a ferences harmadrendi szerzetesek tevékenységének köszönhető, akik 1448-ban érkeztek a Prekoval szembeni kis Galovac-szigetre és a hagyomány szerint írásra, olvasásra tanították a gyermekeket. Az első írásos dokumentum a tanítás megindulásáról 1842-ből való. Az első iskola a Lovrić-házban nyílt meg, első tanítója Bernard Dončević volt. Ez volt egyben az egész sziget első iskolája is és Zára környékén is az elsők közé tartozott. Az első évben a tanulók száma 31 volt, de később ez a szám emelkedett. 1880-ban a fiúiskola mellett leányiskola is indult és 1894-ig a két iskola párhuzamosan működött, a két intézményt ekkor egyesítették. Az első világháborút követően előbb a Szerb-Horvát-Szlovén Királyság, majd Jugoszlávia része lett. Az 1970-es évektől a több munkalehetőség miatt sok fiatal vándorolt ki, illetve költözött a nagyobb városokba és vándorolt ki az Egyesült Államokban és Ausztráliában is. A falunak 2011-ben 1286 lakosa volt, akik hagyományosan mezőgazdasággal (főként olívatermeléssel), halászattal és újabban turizmussal foglalkoznak. A településen a kompkikötő mellett bankfiók, benzinkút, egy nagyobb élelmiszer áruház és több más üzlet működik. A központon kívül a hosszú part mentén több helyen is vannak kisboltok és egyéb vendéglátóegységek.

## Lakosság
| Lakosság változása | Lakosság változása | Lakosság változása | Lakosság változása | Lakosság változása | Lakosság változása | Lakosság változása | Lakosság változása | Lakosság változása | Lakosság változása | Lakosság változása | Lakosság változása | Lakosság változása | Lakosság változása | Lakosság változása | Lakosság változása |
| ------------------ | ------------------ | ------------------ | ------------------ | ------------------ | ------------------ | ------------------ | ------------------ | ------------------ | ------------------ | ------------------ | ------------------ | ------------------ | ------------------ | ------------------ | ------------------ |
| 1857               | 1869               | 1880               | 1890               | 1900               | 1910               | 1921               | 1931               | 1948               | 1953               | 1961               | 1971               | 1981               | 1991               | 2001               | 2011               |
| 937                | 1.109              | 1.235              | 1.531              | 1.825              | 2.038              | 2.281              | 2.462              | 2.323              | 2.274              | 2.274              | 2.087              | 1.532              | 1.759              | 1.351              | 1.286              |

## Nevezetességei
- Preko felett a 265 méter magas azonos nevű magaslaton állnak a Mihály arkangyal erőd maradványai.[6] A mai erődöt 6. századi elődje helyén a sziget stratégiailag fontos pontján építették. Jelentős szerepet játszott a Zára és a Velencei Köztársaság közötti 1345-ben és 1346-ban dúlt háborúban. Egy bencés kolostor is állt itt Szent Mihály tiszteletére szentelt templomával, melyet legkésőbb a 12. században építettek a kora középkori erődítmény helyén és a 15. századig működött. A ma is látható falakat a 14. század végén, vagy a 15. század elején emelték a zárai Bilšić testvérek és Nikola Arbusjanić kőműves mesterek.[7] A vár jelentős romjait ma kedvelt kirándulóhelyként tartják számon, ahonnan felejthetetlen látvány nyílik Zára városára és a város előtti öbölre, valamint a zárai szigetvilág több mint kétszáz kisebb-nagyobb szigetére a Kornati Nemzeti Parkkal. A vártól sziklás út vezet a sziget legmagasabb pontjához az északnyugatra fekvő 288 méter magas Šćahhoz.
- A Prekoval szembeni kis Galevac-szigeten találhatók a 15. századi Remete Szent Antal tiszteletére szentelt ferences harmadrendi kolostornak a buja mediterrán növényzettel sűrűn benőtt romjai a Szent Pál templom maradványaival.[2][8] A 16. században a kolostort korszerűsítették, amikor egy új Szent Pál-templom épült, melyet 1596-ban szenteltek fel. A templom egyhajós, négyzet alaprajzú apszissal. A templom mellett vannak a kolostor épületei, amelyek egy kis kolostort foglalnak magukban. A templomtól északra egy temető található. A ferences kolostor ma is aktív, és a történelem során a glagolita kultúra kiemelkedő központja volt, amint azt a gazdag könyvtár és egyházi gyűjtemény is bizonyítja.
- Rózsafüzér királynője tiszteletére szentelt régi plébániatemploma kora keresztény eredetű és eredetileg Szent András apostol tiszteletére volt szentelve. Mai titulusát a 18. században kapta, amikor 1765-ben barokk stílusban építették át.[2] Egyhajós épület sekrestyével és három márvány oltárral. Harangtornya 1844-ben épült, négy harangja van. Oltárképét a zárai Francesco Salghetti-Drioli festőművész festette. A templom mellett temető található.
- Mai, szintén a Rózsafüzér királynője tiszteletére szentelt plébániatemploma 1965-ben épült.
- A Szent János templomot[9] a 11. században román stílusban építették. A templom egy hosszúkás, téglalap alaprajzú épület, amelynek oldalfalait belülről három sarokkonzolon nyugvó vak boltív és két félpilaszter választja el. Kívülről a falakat tipikus román stílusban alakították ki lizénákkal és függő árkádokkal. Az apszis nem eredeti, hanem téglalap alakú, félhenger boltozattal. Belül késő gótikus keresztelőmedence található. Az összehasonlító és stilisztikai elemzések a templomot kora román műemlékként keltezik.
- Preko mintegy három kilométeres tengerpartja a két kikötő kivételével mindenhol alkalmas a fürdésre. Legnépszerűbb strandja a sekély öbölben fekvő homokos Jaz. A kompkikötő melletti Bilišće strand inkább aprókavicsos, míg a többi strand nagyrészt betonozott. A Magazin navá strandról a szemközti, mintegy 70 méterre fekvő Galovac-szigetre is át lehet úszni.

## Galéria
- Preko látképe a kis Galovac-szigettel.
- A Jadrolinija komphajója Prekonál.
- A Szent Mihály erőd látképe.
- A Szent Mihály erőd falai.
- Kereszt az erőd mellett.
- Kilátás az erődből északkelet felé Zára városára.

## Fordítás
- Ez a szócikk részben vagy egészben  a   Preko című horvát Wikipédia-szócikk ezen változatának fordításán alapul.  Az eredeti cikk szerkesztőit annak laptörténete sorolja fel. Ez a jelzés csupán a megfogalmazás eredetét és a szerzői jogokat jelzi, nem szolgál a cikkben szereplő információk forrásmegjelöléseként.